# Бугришихинська сільська рада
Бугриши́хинська сільська рада (рос. Бугрышихинский сельский совет) — сільське поселення у складі Ку'їнського району Алтайського краю Росії.
Адміністративний центр — село Бугришиха.

## Населення
Населення — 71 особа (2019; 96 в 2010, 122 у 2002).

## Склад
До складу сільської ради входять:
| Населений пункт    | Населення, осіб (2002) | Населення, осіб (2010) |
| ------------------ | ---------------------- | ---------------------- |
| Бугришиха, село    | 112                    | 88                     |
| Підпалатці, селище | 10                     | 8                      |